# Овечкин, Роман Юрьевич
Рома́н Ю́рьевич Ове́чкин (род. 16 января 1973, Свердловск) — советский и российский шахматист, гроссмейстер (2005), тренер.

## Биография
Овечкин родился и вырос в семье геологов, с 6 до 9 лет жил в челябинском Межозерном. В 6 лет ему подарили книгу Владимира Зака и Якова Длуголенского «Я играю в шахматы», после чего мальчик всерьёз заинтересовался шахматами. В 1982 году вернулся в Свердловск и поступил в местный Дворец пионеров, где заслуженный тренер СССР Михаил Соловьёв сразу присвоил мальчику 3-й разряд. Позже Овечкин занимался с Валентином Левашовым и мастером спорта СССР Анатолием Терентьевым, Александром Глянцем и Александром Лысенко.
В 1987 году стал КМС, удачно выступив на квалификационном турнире в Кургане. Дошёл до финала чемпионата РСФСР среди юношей, но проигрыш в последнем туре Сергею Рублевскому не позволил выйти в Чемпионат СССР. В ноябре 1990 в г.Томск Овечкин разделил с будущим гроссмейстером Сергеем Волковым 1-2 место в отборе к Чемпионату СССР с результатом 5,5 из 9. Коэффициент Бергера оказался у него лучше аж на 2,75 очка. На юношеском чемпионате СССР (Алма-Ата, январь 1990г.) набрал 4,5 из 11. В 1991—1993 годах выиграл чемпионаты Свердловской области. В 1995 году разделил 1-2 места на чемпионате России среди студентов с Александром Ластиным.
Во второй половине 1990-х годов Овечкин стал выступать в международных турнирах. На командном чемпионате мира до 26 лет (Аргентина, 1997) стал бронзовым призёром в командном зачете, также завоевал золотую медаль в индивидуальном зачёте (2-я доска).
Участник многих командных чемпионатов России в составе команд «Агат» (Екатеринбург; 1995—1996) и «Политехник» (Нижний Тагил; 2000—2005, 2007—2008, 2011—2012). Выиграл 2 медали в индивидуальном зачёте: золотую (2002) и бронзовую (2011), обе на 5-й доске.
Разделил 1-2 места с Игорем Захаревичем на Мемориале Чигорина 2005.
Участник 2-х личных чемпионатов Европы (2007—2008).
Овечкин достиг успехов на тренерской работе: в 2004 году его ученица Екатерина Ковалевская стала вице-чемпионкой мира, в 2010—2013 годах тренировал Наталью Погонину, которая в эти годы победила и дважды занимала призовые места в Чемпионате России. Также занимался с Леей Гарифуллиной.
Овечкин работает в областном шахматном центре Анатолия Карпова (Тюмень), вместе с Игорем Лысым написал несколько книг. Вместе с Дмитрием Кряквиным написал двухтомник про Александру Горячкину. Также ведёт свой шахматный канал на YouTube. Овечкин женат, есть взрослый сын.